# Dane publiczne
Dane publiczne (ang. public data) – liczby i pojedyncze wydarzenia lub obiekty na możliwie najniższym poziomie
agregacji, które nie zostały poddane przez administrację publiczną przetworzeniu do postaci raportów, wykresów itp. oraz nie został im nadany odpowiedni kontekst lub interpretacja.